# نهائي كأس البرتغال 1941
نهائي كأس البرتغال 1941 هي المباراة النهائية من منافسة كأس البرتغال 1940–41، أقيمت المباراة في 1941، في Campo das Salésias ‏، بين فريقي سبورتينغ لشبونة، ونادي بيلينينسش، وفاز فيها سبورتينغ لشبونة، بعد أن هزم نادي بيلينينسش، بنتيجة 4 - 1.

## تفاصيل المباراة
لعبت المباراة النهائية في 1941.
| سبورتينغ لشبونة | 4 -1 | نادي بيلينينسش |
| --------------- | ---- | -------------- |
|                 |      |                |